# Eneko Bóveda
Eneko Bóveda Altube (Bilbao, 14 december 1988) is een Spaans voetballer die bij voorkeur als rechtsback speelt. Hij verruilde Athletic Bilbao in januari 2018 voor Deportivo La Coruña.

## Clubcarrière
Bóveda is afkomstig uit de jeugdacademie van Athletic Bilbao. Hij speelde 44 competitiewedstrijden voor CD Baskonia, de satellietclub van Athletic Bilbao. Vervolgens speelde hij bij Bilbao Athletic, de reservenploeg van Athletic Bilbao. Op 26 april 2009 debuteerde hij in het eerste elftal in de Primera División tegen Racing Santander. In 2011 trok de rechtsachter naar SD Eibar, waar hij in vier seizoenen vier doelpunten maakte in 121 competitiewedstrijden. In 2015 keerde Bóveda terug naar Athletic Bilbao, waar hij zijn handtekening zette onder een driejarige verbintenis.

## Erelijst
| Supercopa de España | 1x | 2015 |